# Ridbok górski
Ridbok górski (Redunca fulvorufula) – ssak z rodziny wołowatych.

## Dane liczbowe
- Wysokość w kłębie: 60-80 cm
- Długość: 110-130 cm
- Waga: 20-30 kg
- Długość ciąży: 132 dni
- Liczba młodych: 1

## Występowanie
Pagórkowate tereny środkowej i południowej Afryki.

## Tryb życia
Zwierzę stadne. Dzienny tryb życia. Roślinożerca.